# Христіянскій Голосъ
«Христіянскій Голосъ» — церковно-народний двотижневик, видавництво Товариства св. Івана Золотоустого у Львові 1912—1914 років, з місячним додатком «Мисійный Листокъ».
Друкувався ярижкою; редактор отець О. Дикий.